# Wilcoxius ramsdeni
Wilcoxius ramsdeni là một loài ruồi trong họ Asilidae. Wilcoxius ramsdeni được Bromley miêu tả năm 1929.